# Film V6 act III-CLIPS and more-
「Film V6 act III-CLIPS and more-」は、V6のクリップ集。2002年1月17日発売。発売元はavex trax。

## 概要
- 同日にDVDとVHSが発売。
- DVDとVHSの収録内容は共通である。

## 収録内容
1. Believe Your Smile
2. 自由であるために
3. 太陽のあたる場所
4. WISHES 〜I'll be there〜 - 20th Century
5. 野性の花
6. IN THE WIND
7. Precious Love - 20th Century
8. CHANGE THE WORLD
9. 愛のMelody
10. キセキのはじまり
11. 出せない手紙
12. ENDING（Ride on Love）
曲の尺は1〜2コーラスのみ。